# Стефан Петров (актьор)
Вижте пояснителната страница за други личности с името Стефан Петров.
Стефан Петров е български актьор,

## Биография
Стефан Петров е роден през 1909 година. Изпълнява една от главните роли във филма на Захари Жандов „Отвъд хоризонта“.

## Филмография
- На всеки километър (26-сер. тв, 1969 – 1971)
- С пагоните на дявола (5-сер. тв, 1967) – професор Цанков, министър-председателят в изгнание
(в 2 серии: II, IV)
- Последният войвода (1967) – Кръчмарят кмет
- Призованият не се яви (1966) – Партийният секретар
- Неспокоен дом (1965) – Вас
- Калоян (1963)
- Анкета (1962) – Директора
- Тютюн (1962)
- Вятърната мелница (1961) – Морти
- Призори (1961) – Бай Диньо
- Бедната улица (1960) – Бай Михал
- Дом на две улици (1960) – Стоимен
- Отвъд хоризонта (1960) – Марин
- Командирът на отряда (1959)
- Гераците (1958) – Кметът Иван
- Големанов (1958) – Герго
- Законът на морето (1958) – Барба Никос
- Земя (1956) – Иван
- Легенда за любовта (1957) – Главният майстор
- Две победи (1956)
- Екипажът на „Надежда“ (1956) – Старши моряк, Фердинанд
- Следите остават (1956) – Директор на мината
- Точка първа (1956)
- Това се случи на улицата (1955)
- Неспокоен път (1955) – Бай Стоян
- Под игото (1952) – Калчо Букчето
- Калин Орелът (1950) – Жан
- Огнена диря (1946) – Бай Велко